# Símbol vexil·lològic
Un símbol vexil·lològic és una convenció usada pels vexil·lòlegs per indicar certes característiques de les banderes, especialment respecte al seu ús correcte. Els símbols usats habitualment corresponen als «símbols internacionals d'identificació de banderes», creats per Whitney Smith. L'Assemblea General de la Fédération Internationale des Associations Vexillologiques (FIAV) celebrada a Ottawa el 1981, va reconèixer aquest codi d'informació, i en va recomanar l'ús a totes les organitzacions i els individus que l'integren.

## Usos
Per indicar l'ús de les banderes s'utilitza una graella especial composta de sis quadrícules que poden ser marcades amb punts: . Aquestes marques amb un cercle negre indiquen sis tipus d'usos per a la bandera, que poden combinar-se de qualsevol manera. La seva situació i significat és el següent:
|           | Civil                         | Institucional               | Militar                   |
| --------- | ----------------------------- | --------------------------- | ------------------------- |
| Terrestre | Particulars i edificis civils | Edificis públics i estatals | Unitats militars en terra |
| Marítim   | Embarcacions privades         | Embarcacions governamentals | Embarcacions militars     |
Així, el símbol  indica que la bandera només poden usar-la unitats de l'exèrcit, de terra (i aire) o navals; el símbol  en canvi indica que la bandera s'utilitza sempre a terra.

## Propietats
Per indicar altres usos i característiques de les banderes s'utilitzen també els símbols següents: 
| Símbol vexil·lològic d'una bandera normal o de iure | Bandera normal o bandera de iure                       |
| Símbol vexil·lològic                                | Proposta, versió no oficial                            |
| Símbol vexil·lològic                                | Bandera reconstruïda basant-se en observacions prèvies |
| Revers                                              | Vista del revers de la bandera                         |
| Variant                                             | Variant acceptada                                      |
| Alternativa                                         | Versió alternativa de la bandera                       |
| De facto                                            | Bandera de facto                                       |
| Disseny diferents en l'anvers i en el revers        | Disseny diferents en l'anvers i en el revers           |
| Pal a la dreta                                      | El pal ha d'estar a la dreta de l'observador           |
| Símbol vexil·lològic                                | Bandera històrica, no oficial actualment               |